# 長友貞藏
長友 貞藏（ながとも ていぞう、1930年（昭和5年）5月28日 - 1994年（平成6年）5月3日）は、日本の政治家、官僚。宮崎市長。

## 経歴
宮崎県宮崎郡住吉村（現・宮崎市）出身。
宮崎県立宮崎中学校、宮崎大学農学部農学科卒業。1953年農林省にキャリア技官として入省。農林経済局金融課課長補佐から1971年宮崎市に出向。経済部長、総務部長を経て、1976年から1978年まで助役を務めた。
1979年から宮崎県議会議員（自由民主党）を務めるも任期途中で辞職し、1982年宮崎市長選挙に出馬し当選。1994年3期目の途中で健康上の理由で引退し、長友の任期中一貫して助役であった坂本昭三が実質的な後継者として市長選に臨んだが、津村重光に敗れた。

## エピソード
- 主な実績として宮崎公立大学の創設があるが、1993年から2年間、昆虫学者である宮崎公立大学長（当時）の平嶋義宏、野村周平らが東諸県郡で実施した実地調査において、アリヅカムシの新種が発見された。そのうちの一つであるヒュウガモリアリヅカムシの学名が、長友の実績を称え「Hyugatychus teizonagatomoi Nomura」と名付けられた。
- 宮崎市道大島通線は、沿線に長友の自宅があり、市長の任期中に計画・整備されたことから、市民からは「（長友）貞蔵道路」と呼ばれる。現在では多数のロードサイドショップが立地し、渋滞も多く発生することから、各種メディアにおいて店舗のアクセスや交通情報などで正式名称の「大島通線」を認知する機会が増え、現在では正式名称も広く知られるようになった。